# Генріх Борвін I
Генріх Борвін I (? — 28 січня 1227) — 2-й князь Мекленбургу в 1178—1227 роках.

## Життєпис
Походив з роду Ніклотингів (Мекленбургів). Син Прібислава I та Воїслави Грифич. Спочатку отримав ободрицьке (слов'янське) ім'я Борвін (або Бурвін, Бурівой), згодом хрещено як Генріха. У 1168 році оженився на позашлюбній доньці Генріха Льва Вельфа, герцога Саксонії та Баварії.
У 1178 році після смерті свого батька успадкував владу. У 1179 році розпочалося потужне повстання ободритів-поган, спрямоване проти німецьких колоністів та християнських священників. Лише за допомогою саксонців вдалося придушити його. Після цього відновив родинну усипальну в монастирі Доббертін (остаточно у 1186 році).
Втім вимушений був протягом декількох років боротися проти свого двоюрідного брата Ніколаса I, який також претендував на князівство Мекленбурзьке. Цього разу не отримав допомогу від Генріха Льва, якого у 1180 році позбавив володінь імператор Фрідрих I Барбароса. Тому в боротьбі уклав союз з Богуславом I, герцогом Померанії. Ніколас I здобув підтримку Оттона I Асканія, маркграфа Бранденбурга, та Яромара I, князя Рюгена. Останній зумів у 1184 році захопити Генріха Борвіна I, яка відправив своєму сюзерену Кнуду VI, королю Данії. У 1185 році вимушений був визнати зверхність Данії й поступитися містом Росток, після чого повернув собі свободу.
У 1200 році отримав Росток після загибелі Ніколаса I. У 1202 році Генріх Борвін I звитяжив у битві при Стеллау, в якій разом з данцями було переможено Адольфа III Шауенбурга, графа Гольштейна. На дяку за це Генріху Борвіну I від данського короля Вальдемара II було надано міста Ратценбург та Гадебуш. В цей же час надав статус міста Ростоку і Вісмару.
У 1218—1219 роках був учасником данського походу проти естів. У 1219 році зробив своїх синів співволодарями. У 1225-1227 роках разом з Данією воював проти Гольштейна. Помер у 1227 році, поховано в Доббертінському монастирі. 
Владу розділено між онуками Іоганном, Ніколасом, Генріхом Борвіном та Прібиславом.

## Родина
1. Дружина — Матільда, донька Генріха Льва Вельфа, герцога Саксонії та Баварії
Діти:
- Ніколас II (д/н-1225), князь Мекленбургу у 1219—1225 роках
- Генріх Борвін II (1170-1226), князь Мекленбургу у 1219—1226 роках

2. Аделаїда
Діти:
- Елізабет (д/н-1265), абатиса Вінхаузенського монастиря.